# Étienne Lalonde Turbide
Étienne Lalonde Turbide (Montréal, 12 maggio 1989) è uno schermidore canadese.

## Palmarès
In carriera ha conseguito i seguenti risultati:
- Giochi Panamericani:

Guadalajara 2011: argento nel fioretto a squadre e bronzo nella spada a squadre.